# Buch (Elbe)
Buch is een plaats en voormalige gemeente in de Duitse deelstaat Saksen-Anhalt, en maakt deel uit van de Landkreis Stendal.
Buch ligt aan de Elbe, 7 km ten noorden van de stad Tangermünde; het plaatsje was in de late middeleeuwen omwald, en enige tijd een vlek met marktrecht. Op het marktplein stond van 1580 tot 1690 een Roland, evenals nu nog in Bremen; het houten beeld ging toen door brand verloren. Elders in het dorp staat sedert circa 1693 een stenen replica ervan.
De evangelischg-lutherse dorpskerk dateert van het begin van de 13e eeuw en werd in 1709 ingrijpend verbouwd; in de 19e, 20e en 21e eeuw werd het gebouw nogmaals gerenoveerd.

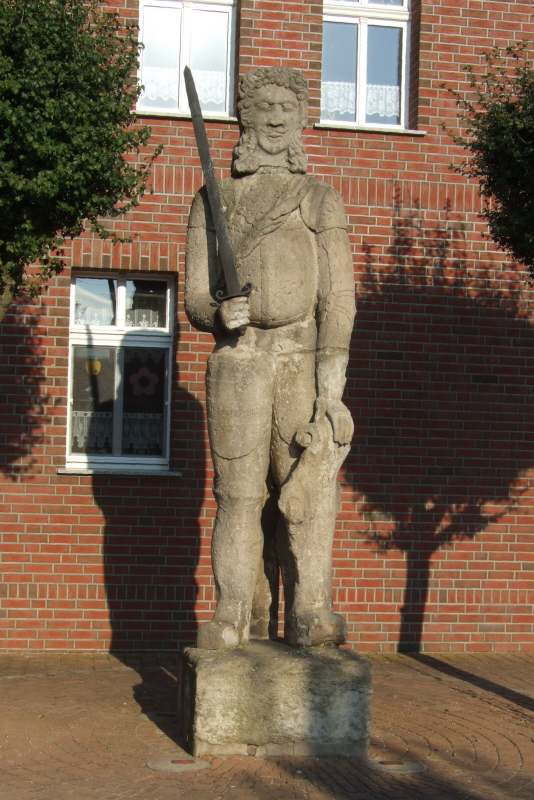
Roland van Buch aan de Elbe